# Kevin Van Den Kerkhof
Kevin Daniel Guitoun Van Den Kerkhof (Maubeuge, 14 marzo 1996) è un calciatore francese naturalizzato algerino, difensore del Metz e della nazionale algerina.

## Carriera

### Club
Cresciuto nel settore giovanile del Valenciennes, trascorre i primi anni della carriera nelle serie minori dei campionati francese e belga. Nel 2020 viene acquistato dall'F91 Dudelange, squadra della massima divisione lussemburghese; in due stagioni totalizza 66 presenze e 20 reti, esordendo tra l'altro anche nelle competizioni UEFA per club. Nel 2022 si trasferisce al Bastia in Ligue 2.

### Nazionale
Il 27 marzo 2023 ha esordito con la nazionale algerina, disputando l'incontro vinto per 0-1 contro il Niger, valido per le qualificazioni alla Coppa d'Africa 2023.

## Statistiche

### Presenze e reti nei club
Statistiche aggiornate al 27 marzo 2023.
| Stagione                  | Squadra                   | Campionato                | Campionato | Campionato | Coppe nazionali | Coppe nazionali | Coppe nazionali | Coppe continentali | Coppe continentali | Coppe continentali | Altre coppe | Altre coppe | Altre coppe | Totale | Totale |
| Stagione                  | Squadra                   | Comp                      | Pres       | Reti       | Comp            | Pres            | Reti            | Comp               | Pres               | Reti               | Comp        | Pres        | Reti        | Pres   | Reti   |
| ------------------------- | ------------------------- | ------------------------- | ---------- | ---------- | --------------- | --------------- | --------------- | ------------------ | ------------------ | ------------------ | ----------- | ----------- | ----------- | ------ | ------ |
| 2014-2015                 | Aulnoye                   | CFA2                      | 6          | 0          |                 | -               | -               |                    | -                  | -                  |             | -           | -           | 6      | 0      |
| 2015-2016                 | Lorient 2                 | CFA                       | 4          | 0          |                 | -               | -               |                    | -                  | -                  |             | -           | -           | 4      | 0      |
| 2016-2017                 | Feignies Aulnoye          | CFA2                      | 20         | 0          | CF              | 0               | 0               |                    | -                  | -                  |             | -           | -           | 20     | 0      |
| 2017-2018                 | La Louvière Centre        | D5                        | ?          | ?          | CB              | 2               | 0               |                    | -                  | -                  |             | -           | -           | 2+     | 0+     |
| 2018-2019                 | La Louvière Centre        | D4                        | 28         | 9          | CB              | 0               | 0               |                    | -                  | -                  |             | -           | -           | 28     | 9      |
| Totale La Louvière Centre | Totale La Louvière Centre | Totale La Louvière Centre | 28+        | 9+         |                 | 2               | 0               |                    | -                  | -                  |             | -           | -           | 30+    | 9+     |
| 2019-2020                 | Olympic Charleroi         | D3                        | 23         | 5          | CB              | 0               | 0               |                    | -                  | -                  |             | -           | -           | 23     | 5      |
| 2020-2021                 | F91 Dudelange             | DN                        | 30         | 9          | CL              | 0               | 0               |                    | -                  | -                  |             | -           | -           | 30     | 9      |
| 2021-2022                 | F91 Dudelange             | DN                        | 29         | 7          | CL              | 5               | 4               | UECL               | 2                  | 0                  |             | -           | -           | 36     | 11     |
| Totale F91 Dudelange      | Totale F91 Dudelange      | Totale F91 Dudelange      | 59         | 16         |                 | 5               | 4               |                    | 2                  | 0                  |             | -           | -           | 66     | 20     |
| 2022-2023                 | Bastia                    | L2                        | 28         | 4          | CF              | 4               | 0               |                    | -                  | -                  |             | -           | -           | 32     | 4      |
| Totale carriera           | Totale carriera           | Totale carriera           | 168+       | 34+        |                 | 11              | 4               |                    | 2                  | 0                  |             | -           | -           | 181+   | 38+    |

### Cronologia presenze e reti in nazionale
| Cronologia completa delle presenze e delle reti in nazionale ― Algeria | Cronologia completa delle presenze e delle reti in nazionale ― Algeria | Cronologia completa delle presenze e delle reti in nazionale ― Algeria | Cronologia completa delle presenze e delle reti in nazionale ― Algeria | Cronologia completa delle presenze e delle reti in nazionale ― Algeria | Cronologia completa delle presenze e delle reti in nazionale ― Algeria | Cronologia completa delle presenze e delle reti in nazionale ― Algeria | Cronologia completa delle presenze e delle reti in nazionale ― Algeria |
| Data                                                                   | Città                                                                  | In casa                                                                | Risultato                                                              | Ospiti                                                                 | Competizione                                                           | Reti                                                                   | Note                                                                   |
| ---------------------------------------------------------------------- | ---------------------------------------------------------------------- | ---------------------------------------------------------------------- | ---------------------------------------------------------------------- | ---------------------------------------------------------------------- | ---------------------------------------------------------------------- | ---------------------------------------------------------------------- | ---------------------------------------------------------------------- |
| 27-3-2023                                                              | Radès                                                                  | Niger                                                                  | 0 – 1                                                                  | Algeria                                                                | Qual. Coppa d'Africa 2023                                              | -                                                                      |                                                                        |
| 20-6-2023                                                              | Annaba                                                                 | Algeria                                                                | 1 – 1                                                                  | Tunisia                                                                | Amichevole                                                             | -                                                                      | 74’                                                                    |
| 7-9-2023                                                               | Annaba                                                                 | Algeria                                                                | 0 – 0                                                                  | Tanzania                                                               | Qual. Coppa d'Africa 2023                                              | -                                                                      |                                                                        |
| 12-10-2023                                                             | Costantina                                                             | Algeria                                                                | 5 – 1                                                                  | Capo Verde                                                             | Amichevole                                                             | -                                                                      | 73’                                                                    |
| 16-11-2023                                                             | Baraki                                                                 | Algeria                                                                | 3 – 1                                                                  | Somalia                                                                | Qual. Mondiali 2026                                                    | -                                                                      | 46’                                                                    |
| 5-1-2024                                                               | Lomé                                                                   | Togo                                                                   | 0 – 3                                                                  | Algeria                                                                | Amichevole                                                             | -                                                                      | 68’                                                                    |
| 15-1-2024                                                              | Bouaké                                                                 | Algeria                                                                | 1 – 1                                                                  | Angola                                                                 | Coppa d'Africa 2023 - 1º turno                                         | -                                                                      | 80’                                                                    |
| 23-1-2024                                                              | Bouaké                                                                 | Mauritania                                                             | 1 – 0                                                                  | Algeria                                                                | Coppa d'Africa 2023 - 1º turno                                         | -                                                                      | 81’                                                                    |
| 26-3-2024                                                              | Baraki                                                                 | Algeria                                                                | 3 – 3                                                                  | Sudafrica                                                              | Amichevole                                                             | -                                                                      |                                                                        |
| 6-6-2024                                                               | Baraki                                                                 | Algeria                                                                | 1 – 2                                                                  | Guinea                                                                 | Qual. Mondiali 2026                                                    | -                                                                      | 80’                                                                    |
| Totale                                                                 |                                                                        | Presenze                                                               | 10                                                                     |                                                                        | Reti                                                                   | 0                                                                      |                                                                        |